# Le rocambolesche avventure di Robin Hood contro l'odioso sceriffo
Le rocambolesche avventure di Robin Hood contro l'odioso sceriffo (When Things Were Rotten) è una serie televisiva statunitense scritta e diretta da Mel Brooks, edita nel 1975; venne trasmessa metà serie dalla rete ABC.
Una parodia del leggendario Robin Hood, con Dick Gautier (che precedentemente aveva partecipato a un'altra serie di Brooks, Get Smart, interpretando Hymie il robot) nel ruolo del protagonista.
Nel cast erano presenti anche Dick Van Patten nel ruolo di Fra Tuck, Bernie Kopell (un altro partecipante a Get Smart) come Alan-a-Dale, Henry Polic II come lo Sceriffo di Nottingham (il suo nome era Hubert), Ron Rifkin nel ruolo del Principe Giovanni, e Misty Rowe come Lady Marian.

## Episodi
| nº | Titolo originale            | Prima TV USA      |
| -- | --------------------------- | ----------------- |
| 1  | The Capture of Robin Hood   | 10 settembre 1975 |
| 2  | The French Dis-connection   | 17 settembre 1975 |
| 3  | The House Band              | 24 settembre 1975 |
| 4  | Those Wedding Bell Blues    | 1º ottobre 1975   |
| 5  | A Ransom for Richard        | 8 ottobre 1975    |
| 6  | The Ultimate Weapon         | 15 ottobre 1975   |
| 7  | Ding Dong, the Bell Is Dead | 22 ottobre 1975   |
| 8  | There Goes the Neighborhood | 29 ottobre 1975   |
| 9  | Quarantine                  | 12 novembre 1975  |
| 10 | Birthday Blues              | 19 novembre 1975  |
| 11 | The Spy: Part 1             | 26 novembre 1975  |
| 12 | The Spy: Part 2             | 26 novembre 1975  |
| 13 | This Lance for Hire         | 3 dicembre 1975   |